# Liza Corso
Pour les articles homonymes, voir Corso.
Elizabeth Corso, née le 10 juillet 2003, est une athlète handisport américaine concourant en T13 pour les athlètes ayant une déficience visuelle.

## Carrière
Née atteinte d'albinisme, elle est légalement aveugle avec une vision de seulement 20/200. Elle intègre l'Université Lipscomb (en) à Nashville au Tennessee à la rentrée 2021.
Pour ses premiers Jeux en 2021, Liza Corso termine 2e du 1 500 m T13 en 4 min 30 s 67 juste derrière l'Éthiopienne Tigist Gezahagn Menigstu (4 min 21 s 25).

## Palmarès
- Jeux paralympiques d'été de 2020 à Tokyo :
  -  1 500 m T13